# Rebel Soul
Rebel Soul är det sjätte studioalbumet av den tyska hårdrocksgruppen Bonfire från 1998. Alla låtar förutom två är skrivna av sångaren Claus Lessmann och gitarristen Hans Ziller. Bonfire har aldrig legat på den amerikanska billboardlistan med Rebel Soul.

## Låtlista
| Nr  | Titel                        | Kompositör               | Längd |
| --- | ---------------------------- | ------------------------ | ----- |
| 1.  | Back To You (Remix)          | Lessmann, Ziller         | 3:50  |
| 2.  | Wake Up                      | Lessmann, Ziller         | 5:40  |
| 3.  | Just To Say We Did           | Lessmann, Ziller         | 5:29  |
| 4.  | Before We Say Goodbye        | Lessmann, Ziller         | 4:04  |
| 5.  | Somebody's Waiting           | Lessmann, Ziller         | 5:12  |
| 6.  | Lay Your Heart On the Line   | Lessmann, Ziller         | 4:00  |
| 7.  | Hearts Bleed Their Own Blood | Lessmann, Ziller         | 5:54  |
| 8.  | Rock Me 'Til I Die           | Lessmann, Ziller         | 3:57  |
| 9.  | Desire                       | Lessmann, Ziller         | 5:25  |
| 10. | Good Or Bad                  | Lessmann, Ziller         | 4:02  |
| 11. | The First Cut Is the Deepest | Cat Stevens              | 4:25  |
| 12. | You'll Be Alright            | Lessmann, Ziller         | 5:49  |
| 13. | Dixie                        | Emmett                   | 3:26  |
| 14. | Wild Dixie                   | Emmett, Lessmann, Ziller | 2:58  |

## Band medlemmar
- Claus Lessmann - sång, bakgrundssång
- Hans Ziller - gitarr & bakgrundssång
- Chris Lausmann - gitarr, keyboard, bakgrundssång
- Uwe Köhler - bas, bakgrundssång
- Jürgen Wiehler - trummor, bakgrundssång